# یواس‌اس وای‌پی-۳۸۹
یواس‌اس وای‌پی-۳۸۹ (به انگلیسی: USS YP-389) یک زیردریایی بود. این زیردریایی در سال ۱۹۴۱ ساخته شد.